# Шейхцерия
Шейхце́рия (лат. Scheuchzéria) — монотипный род болотных растений порядка Частухоцветные, единственный в семействе Шейхцериевые (Scheuchzeriaceae).
Представлен одним видом, шейхцерией болотной, с двумя подвидами — европейским и североамериканским.
Род назван в честь швейцарского естествоиспытателя Иоганна Якова Шейхцера (1672—1733).

## Шейхцерия болотная

### Распространение и экология
Шейхцерия болотная (Scheuchzeria palustris L.) широко распространена в холодных и умеренно тёплых областях Северного полушария. У южной границы своего ареала шейхцерия известна лишь из немногих изолированных местонахождений, обычно в горных районах (Пиренеи, Альпы, Карпаты, Северные Кордильеры), но также и на равнинах. Например, в окрестностях Харькова и Воронежа она встречается на реликтовых сфагновых болотах песчаных надлуговых террас, в речных долинах вместе с многими другими северными видами (пушицей, росянкой, клюквой и др.).

### Ботаническое описание

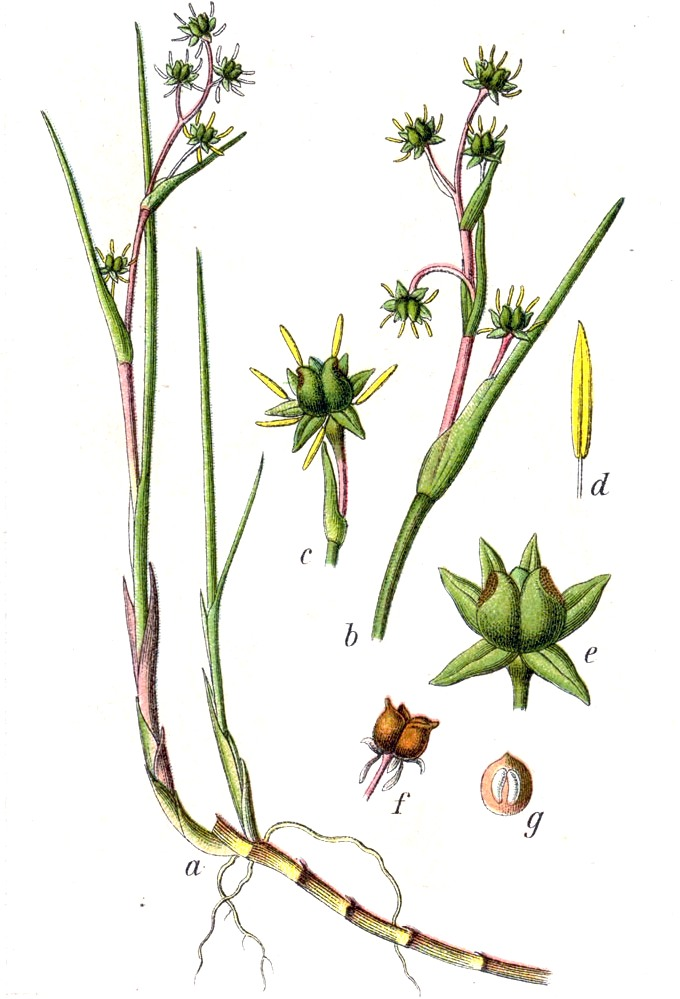
Ботаническая иллюстрация Якоба Штурма из книги Deutschlands Flora in Abbildungen, 1796

Шейхцерия болотная — небольшое (до 20 см высотой) многолетнее болотное растение с длинными (до 0,5 м), часто разветвлёнными симподиальными корневищами, которые играют заметную роль в закреплении сфагнового покрова на болотах, особенно так называемых сфагновых мочажин.
Линейные, очерёдные, двурядно расположенные на коротком стебле листья можно принять за листья какого-либо представителя осоковых или злаков. У основания листьев имеются довольно длинные открытые влагалища, отделённые от пластинки поперечным перепончатым выростом — язычком, а немного ниже верхушки листа на его верхней стороне хорошо заметна почти округлая ямка — водяная пора, служащая, подобно гидатодам, для выделения избыточной воды. В пазухах листьев шейхцерии расположены многоклеточные волоски, гомологичные внутривлагалищным чешуйкам многих других водных и болотных однодольных. Во всех вегетативных органах много воздухоносной ткани, позволяющей побегам шейхцерии возвышаться над поверхностью воды.

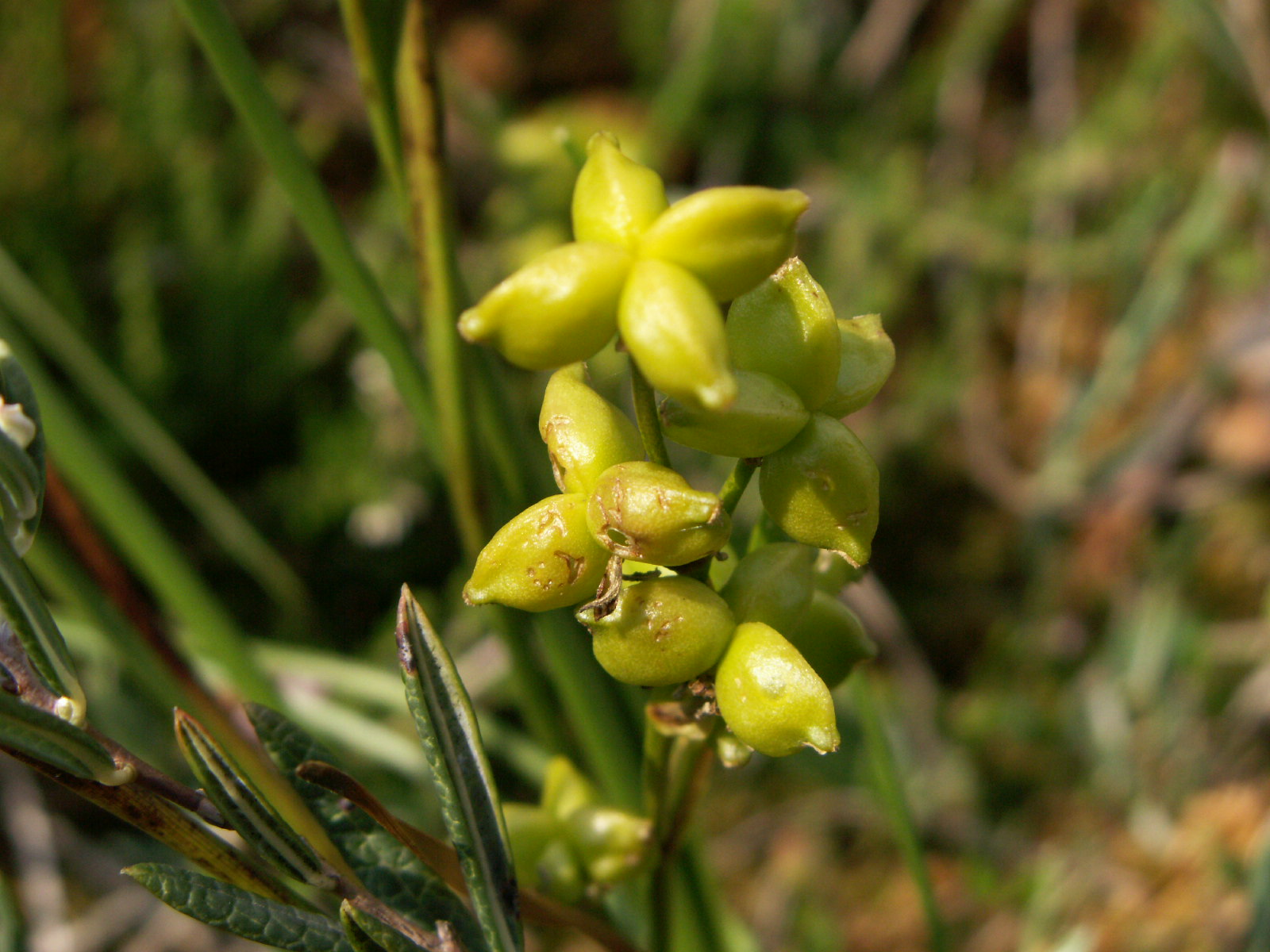
Плоды болотной шейхцерии

В цветущем состоянии шейхцерия малозаметна, так как её кистевидные соцветия с невзрачными цветками лишь едва возвышаются над сфагновым мхом.
Соцветия шейхцерии, заканчивающие собой облиственные репродуктивные побеги, обычно состоят всего из 3—6(10) обоеполых актиноморфных цветков, расположенных на коротких ножках в пазухах прицветников. Околоцветник представлен 6 небольшими желтовато- или буровато-зелёными сегментами, расположенными в два 3-членных круга. Также расположенные двумя 3-членными кругами тычинки заметно выше околоцветника и состоят из довольно крупных красно-бурых пыльников на сильно удлиняющихся к концу цветения нитях. Связник пыльников вытянут на верхушке в заостренный надсвязник. Пыльцевые зёрна безапертурные. Гинецей составляют 3, реже 2 или 4—6 лишь едва сросшихся у основания, а при плодах свободных плодолистиков. Каждый плодолистик несёт 2, реже больше анатропных семязачатка и несколько суживается к расположенному на его верхушке сидячему дисковидному рыльцу, покрытому довольно длинными сосочками. В европейской части России цветёт в мае—июне.
При плодах репродуктивные побеги шейхцерии становятся более заметными, так как несут относительно крупные жёлто-зелёные плоды—многолистовки, части которых сильно вздуты и вскрываются щелью по швам плодолистиков. В европейской части России плодоносит в июне—июле.
Шейхцерия принадлежит к числу ветроопыляемых растений, причем возможность самоопыления уменьшается за счёт протандрии — более раннего созревания пыльников по сравнению с рыльцами того же цветка. Широкоэллипсоидальные, довольно крупные семена распространяются главным образом гидрохорно, так как обладают хорошей плавучестью благодаря наличию воздухоносной ткани в оболочке. Кроме того, шейхцерия быстро размножается вегетативным путём, так как ветви корневища быстро теряют связь с материнским растением. Возможен также перенос водой во время половодья небольших частей сфагнового покрова болота вместе с корневищами шейхцерии и других болотных растений.

### Значение и применение
Шейхцерия болотная — один из основных торфообразователей на верховых и переходных болотах.